# قصر بحيرة تاج
قصر بحيرة تاج (Taj Lake Palace) أو تاج ليك بالاس أو قصر البحيرة (Lake Palace) (المعروف سابقا باسم جاغ نيواس Jag Niwas الجزيرة التي بني عليها) هو فندق فاخر يقع في جزيرة جاغ نيواس  الصغيرة في بحيرة بيكولا بالقرب من مدينة أودايبور بالهند تمتد مساحته حوالي 4 هكتارات (أي 16,000 متر مربع) ويضم 66 غرفة و17 جناحا بجدران من الرخام الأبيض، بسبب وجوده وسط بحيرة يُستخدم قارب سريع لأخذ الضيوف من رصيف على الشاطئ إلى مقر الفندق. حيث يكون هناك خدم في الإستقبال، بني عمداً ناحية الشرق ليتمكن السكان آنذاك من الصلاة لإله الشمس عند الفجر. يعتبر قصر بحيرة تاج  أكثر الفنادق رومانسية في العالم.

## التاريخ
بُني القصر خلال ثلات سنوات ما بين (1743 ـ 1746) [1] تحت إشراف ماهارانا جاجات سينغ الثاني (1734 ـ 1751) (الخلف 62 لسلالة موار المالكة) لمدينة أودايبور أودايبور (راجستان)، كقصر ملكي صيفي، سمي في البداية بعد تأسيسه جاغنيواس أو جان نيواس.
شُيد القصر بواجهة الشرق، مما يسمح لسكانه بصلاة سوريا إله الشمس الهندوسي قبل بزوغ الفجر. وقد استخدم الحكام على تعاقبهم القصر كمنتجع صيفي منعش، وعقد لهم ملكي دوربارس في ساحاته المصطفة مع الأعمدة والشرفات والنوافير والحدائق.
في النصف الأخير من القرن 19، شكل الوقت والطقس عوامل مؤثرة في جغرافية القصور بأودايبور ما أدى لارتفاع منسوب المياه عليهم. حيث وصف الكاتب الفرنسي بيير لوتي، قصر بحيرة تاج بأنه «يهترء ببطء في إمونسن البحيرة الرطبة». كما وصف جيفري كندال، الشخصية المسرح، القصر خلال زيارته في 1950 بأنه «قصر مهجور كلياً، لا يقطع سكونه سوى أزيز لدغات الباعوض».
خلال عهد سير ماهارانا بوبال سينغ (1930 ـ 1955) شهد قصر الفندق إضافة جناح آخر سمي شاندرا براكاش، لكن جاغ نيواس بقي دون تغيير.
أوت جزيرة جاغ ماندير على بحيرة بيكولا منتجع قصر حكام أودايبور لمئات السنين، في عهد ماهارانا سانغرام سينغ الثاني (1716 ـ 1734)، لكن تم رفض السماح لإبنه جاغات سينغ الثاني (1734 ـ 1751) بالإستقرار هناك. ولكن والده أعطاه الجزيرة المجاورة من جاغ نيواس 1.5 هكتار في منطقة حيث كان هناك عدد قليل من المنازل [2] .

## وصلات خارجية
- فندق على البحيرة في اودايبور
- قصر بحيرة تاج الهند الرومانسى
- فندق قصر بحيرة تاج TAJ LAKE PALACE
- قصر بحيرة تاج..الهند على طريقة المهراجا سينج نسخة محفوظة 27 مايو 2013 على موقع واي باك مشين.
- بالصور| فندق القصر العائم في الهند
- بالصور.. تعرف على أشهر 10 قصور في التاريخ
- الفخامة والرقي في القصر العائم
- بالصور: أجمل قصور العالم
- صور| أشهر 10 قصور حاكمة في العالم
- بالصور... أروع القصور حول العالم
- قصر تاج العائم أغلى فنادق العالم
- جولة لمواقع تصوير أفلام بوند
- قصر تاج العائم في مودايبور الهند